# Kosmos 379
Kosmos 379 (ros. Космос-379) – bezzałogowy lot kosmiczny w ramach programu Sojuz. Kosmos 379 był pierwszym testowym lotem radzieckiego lądownika księżycowego „Łunnyj korabl” na orbitę okołoziemską; ostatecznie żaden jego egzemplarz nie wylądował na Księżycu.
Testowa konfiguracja pojazdu nosiła oznaczenie T2K. Nogi lądownika zostały zastąpione przez urządzenia do przesyłania danych telemetrycznych na Ziemię. Statek wykonał na orbicie okołoziemskiej manewry symulujące lądowanie na powierzchni Księżyca, a po czterech dniach – start z jego powierzchni. Następnie przeprowadzono mniejsze manewry, symulujące połączenie z modułem ŁOK. Testy wypadły pomyślnie. Statek spłonął wchodząc w atmosferę 20 września 1983, po prawie 13 latach od startu.